# تورزنی، استان لور سیلسین
تورزنی، استان لور سیلسین (به لاتین: Turzany, Lower Silesian Voivodeship) یک منطقهٔ مسکونی در لهستان است که در Gmina Wińsko واقع شده‌است.